# Caleta La Arena

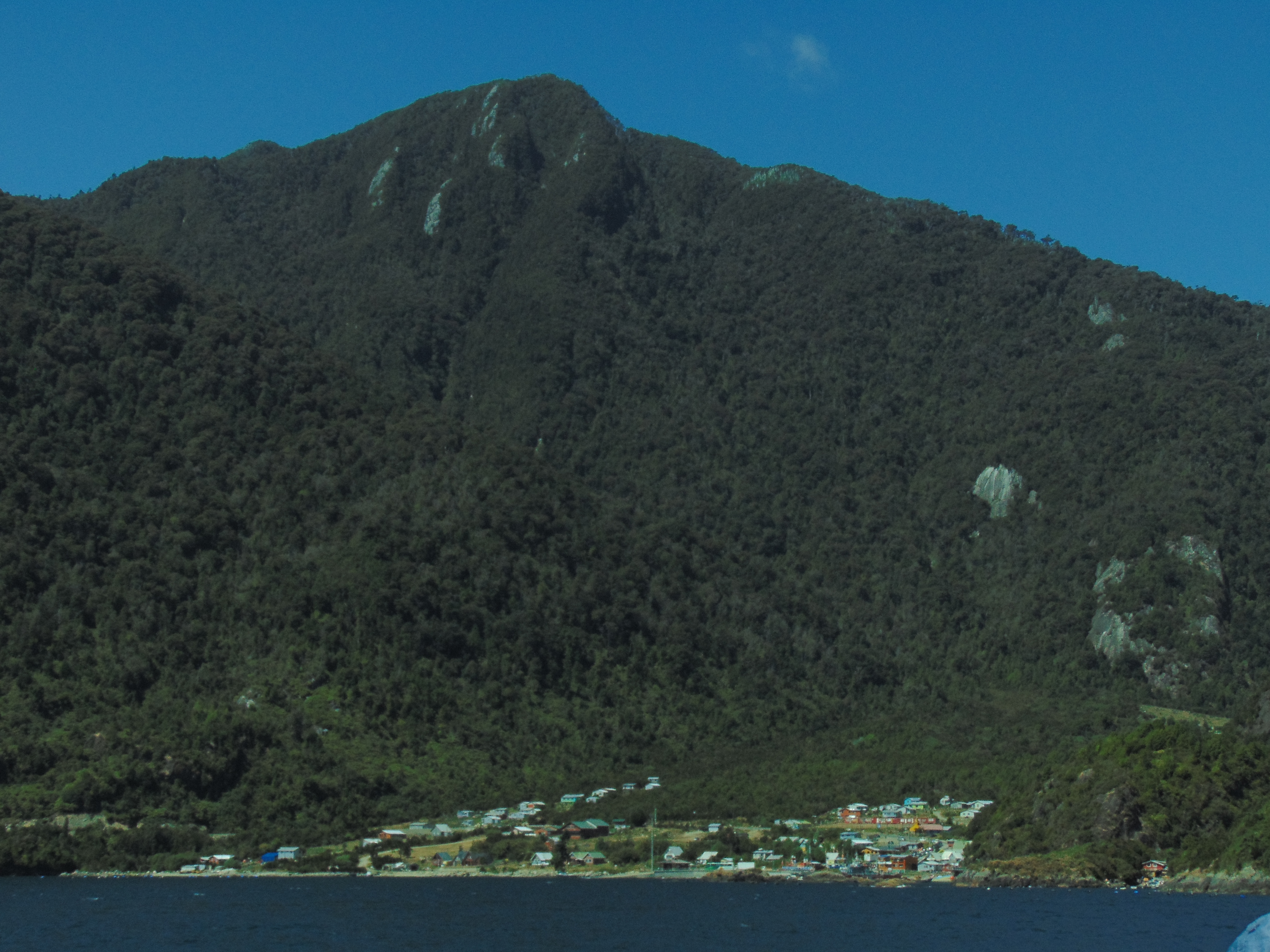
Caleta La Arena desde Ferry "Don Juan"

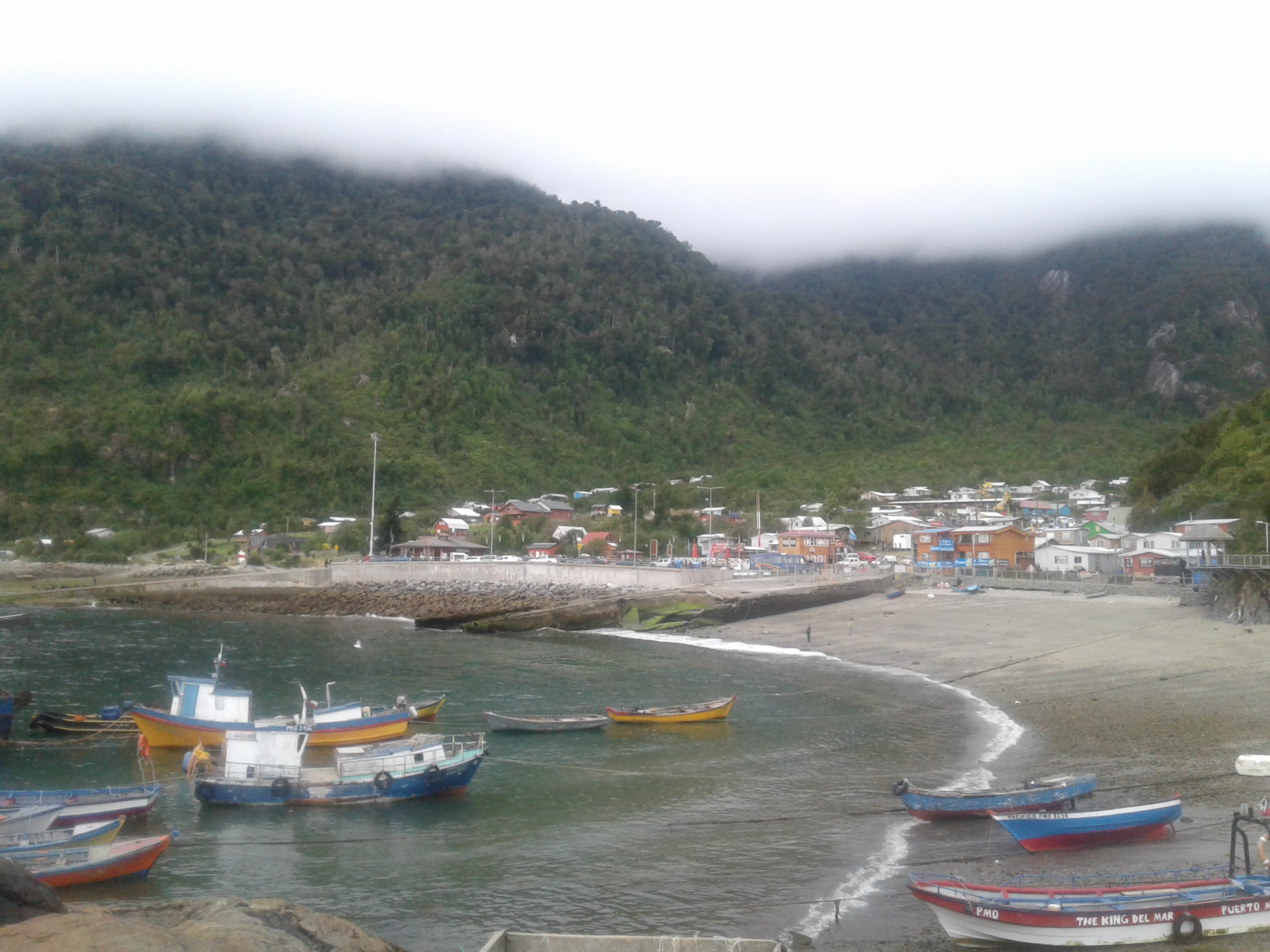
Caleta La Arena, 18 de febrero de 2019

Caleta La Arena es un pequeño caserío del sur de Chile que se encuentra en la comuna de Puerto Montt, Región de Los Lagos. Se ubica en el margen norte del estuario de Reloncaví. Según el censo de 2013 tiene una población de 245 habitantes.

## Historia
Los primeros pobladores que vivieron en este lugar fueron Manuel Vargas Casanova y Artenio Vargas Casanova, ellos vivieron toda su vida allí, se dedicaban a hacer tejuelas de Alerce, las cuales las iban a vender a la ciudad de Puerto Montt, además para fabricar sus viviendas y embarcaciones, utilizarlas para pescar o para hacer entrega de esta madera en la ciudad ya antes nombrada. Con el dinero que recaudaban haciendo este trabajo compraban alimento para su familia.[cita requerida]
El lugar hizo noticia el 19 de noviembre de 2014 debido a un hundimiento submarino frente a Caleta La Arena.

## Geografía
El asentamiento se ubica en el margen norte del estuario del Reloncaví, en el extremo oriental del Seno de Reloncaví. Al norte y noreste colinda con el cerro Cuitué (1368 m s. n. m.), al sur con el cabo Punta El Horno, al este con cerros de altura superior a los 1100 m.s.n.m. y al oeste con el Seno de Reloncaví. 

### Cerro Cuitué
El cerro se encuentra conectado con la localidad de Caleta La Arena a través de un estrecho y profundo valle por el cual desciende un torrente que en su parte terminal se denomina Estero Sin Nombre y que actualmente cruza por el lado norte del poblado en dirección este-oeste, existiendo riesgo latente de derrumbes y deslizamientos.

## Conectividad
Caleta La Arena se encuentra en el km 45 de la Carretera Austral, la que se inicia en la ciudad de Puerto Montt. La misma quedó habilitada en 1982; hasta entonces, la única conexión posible con el resto del territorio chileno era por mar. Esta localidad se encuentra a 13 kilómetros al sur de la localidad de Lenca y a 36 kilómetros de Chamiza.
Existe un servicio regular de transbordadores todos los días del año que cruza el estuario de Reloncaví hasta Caleta Puelche, para que los pasajeros puedan continuar hacia Hualaihué o Cochamó. El servicio cuenta con salidas cada 30 minutos —20 minutos en temporada alta—. El viaje tiene una duración aproximada de 45 minutos.
También existe una lancha subsidiada en Caleta La Arena que conecta con sectores del estuario de Reloncaví. Tiene una frecuencia de dos viajes mensuales para traslado de pasajeros en general, y llega a las localidades de Barquitas, Cajón, Sotomó Bajo, Isla Marimeli, Sotomó Alto y San Luis.